# 艾合买江·艾克拜尔
艾合买江·艾克拜尔（1993年1月17日—），有时写作艾合买提江·艾克拜尔，维吾尔族，出生于新疆维吾尔自治区，中国足球运动员，司职中场。
艾合买江2009年代表新疆参加中华人民共和国第十一届全国运动会男子足球乙组（U16）比赛，身穿11号。2011年，他又代表乌鲁木齐参加第七届全国城市运动会男子足球甲组的比赛，是球队的9号。2012年，备战中华人民共和国第十二届全国运动会比赛的新疆U20队组成新疆海棠队，参加2012年中国足球乙级联赛，艾合买江身披9号球衣。2013年，艾合买江作为主力球员，代表新疆U20队参加了第十二届全运会男子足球甲组（U20）比赛，球队夺得第四名。这年新疆青年队还参加了2013年中国足协杯。2014年，湖北华凯尔西迁新疆，改名新疆天山雪豹，前一年参加全运会的新疆U20成为俱乐部的梯队，艾合买江成为新疆天山雪豹预备队的球员。2015年2月28日，当时的中国足球甲级联赛球队延边长白山宣布艾合买江加盟球队，当年随队获得中甲冠军，次年随队征战2016年中超联赛。2016年7月16日中超第17轮延边富德主场对阵江苏苏宁易购的比赛中，下半场第74分钟，艾合买江替补换下金波，上场仅2分钟，艾合买江在禁区中路接金承大传球头球破门，帮助球队锁定胜局。